# Valley of the Sun Stage Race
La Valley of the Sun Stage Race és una competició ciclista per etapes que es disputa al mes de febrer pels voltants de Phoenix (Arizona). La primera edició es disputà el 1992.
Alguns anys també s'ha disputat una cursa femenina.

## Palmarès masculí
| Any  | Vencedor            | Segon                | Tercer                |
| ---- | ------------------- | -------------------- | --------------------- |
| 1995 | Roberto Gaggioli    | Jorge Espinosa       | Brian Clifford Walton |
| 1996 | Dirk Copeland       | Robert Ventura       | Greg Randolph         |
| 1997 | Remigius Lupeikis   |                      |                       |
| 1998 | Trent Klasna        | Jonathan Vaughters   | Clark Sheehan         |
| 1999 | James Carney        | Christian Vandevelde | Dylan Casey           |
| 2000 | Gordon Fraser       | Floyd Landis         | David Zabriskie       |
| 2001 | Baden Cooke         | Jamie Drew           | John Kelly            |
| 2002 | Chris Wherry        | Chris Fisher         | Scott Moninger        |
| 2003 | Aaron Olsen         | Iván Domínguez       | Mark McCormack        |
| 2004 | Mariano Friedick    | Gordon McCauley      | Ryan Blickem          |
| 2005 | Ryan Blickem        | Brian Sheedy         | Giancarlo Checchi     |
| 2006 | Tom Zirbel          | Curtis Gunn          | Ryan Blickem          |
| 2007 | Matthew Seagrave    | Dan Vinson           | Corey Collier         |
| 2008 | Karl Bordine        | Ben Kneller          | Sam Johnson           |
| 2009 | Jonathan Chodroff   | Ben Kneller          | Graham Howard         |
| 2010 | Jonathan Chodroff   | Luis Alberto Amarán  | Andrew Talansky       |
| 2011 | Paul Thomas         | J. Gunn Wilkinson    | Craig Nunes           |
| 2012 | Luis Alberto Amarán | Eric Marcotte        | Andžs Flaksis         |
| 2013 | Ben Jacques-Maynes  | Jim Peterman         | Luis Alberto Amarán   |
| 2014 | Daniel Eaton        | Fabrizio Vonnacher   | Tyler Schwartz        |
| 2015 | Heath Blackgrove    | Chad Beyer           | Brian McCulloch       |
| 2016 | Ryan Roth           | Brandon McNulty      | Innokenty Zavyalov    |
| 2017 | Innokenty Zavyalov  | James Piccoli        | Wouter Zwart          |
| 2018 | Wouter Zwart        | Cory Lockwood        | David Greif           |
| 2019 | Cory Lockwood       | Stephen Vogel        | Matthew Zimmer        |
| 2020 | Magnus Sheffield    | Tyler Williams       | Matthew Riccitello    |
| 2021 | anul·lat            | anul·lat             | anul·lat              |
| 2022 | Tyler Stites        | Zach Gregg           | Stephen Vogel         |

## Palmarès femení
| Any  | Vencedora               | Segona                    | Tercera           |
| ---- | ----------------------- | ------------------------- | ----------------- |
| 1995 | Marion Clignet          | Laura Charameda           | Julie Young       |
| 2000 | Erin Carter             |                           |                   |
| 2001 | Geneviève Jeanson       |                           |                   |
| 2002 | Geneviève Jeanson       |                           |                   |
| 2003 | Geneviève Jeanson       |                           |                   |
| 2004 | Lynn Gaggioli           |                           |                   |
| 2005 | Kristin Armstrong       | Kimberly Bruckner Baldwin | Geneviève Jeanson |
| 2006 | Erin Veenstra-Mirabella | Andrea Ratkovic           | Anne Samplonius   |
| 2007 | Kori Kelly-Seehafer     |                           |                   |
| 2008 | Lana Atchley            |                           |                   |
| 2009 | Amanda Miller           |                           |                   |
| 2010 | Carmen Small            | Molly Van Houweling       | Catherine Dickson |